# انگلهولم
شهر انگلهولم (به سوئدی: Ängelholm) در ناحیه شهری انگلهولم در کشور سوئد واقع شده‌است. جمعیت این شهر ۱۷۸۱٫۰۹  نفر است.